# Ал Хорфорд
Алфред Џоел Хорфорд Рејносо (енгл. Alfred Joel Horford Reynoso; Пуерто Плата, 3. јун 1986) доминикански је кошаркаш. Игра на позицијама крилног центра и центра, а тренутно наступа за Бостон селтиксе.

## Успеси

### Клупски
- Бостон селтикси:
  - НБА (1): 2023/24.

### Појединачни
- НБА ол-стар утакмица (5): 2010, 2011, 2015, 2016, 2018.
- Идеални тим НБА — трећа постава (1): 2010/11.
- Идеални одбрамбени тим НБА — друга постава (1): 2017/18.
- Идеални тим новајлија НБА — прва постава: 2007/08.

### Репрезентативни
- Америчко првенство:  2011.
- Центробаскет:  2012,  2008.